# Lispocephala confluens
Lispocephala confluens este o specie de muște din genul Lispocephala, familia Muscidae, descrisă de Malloch în anul 1928. Conform Catalogue of Life specia Lispocephala confluens nu are subspecii cunoscute.